# Зевін Яків Давидович
Я́ків Дави́дович Зе́він (нар. 9 (21) червня 1888—20 вересня 1918) — російський революціонер-більшовик, один із 26 бакинських комісарів.

## Життєпис
Народився у містечку Краснопілля Могильовської губернії Російської імперії (нині — районний центр Могильовської області Білорусі). Єврей.
Член РСДРП з 1904 року. Вів підпільну революційну роботу у Катеринославі, Баку та інших містах. Неодноразово заарештовувався, перебував на засланні у Вологодській і Архангельській губерніях, у Східному Сибіру.
У 1911 році навчався у створеній В. І. Леніним партійній школі в Лонжумо (поблизу Парижа, Франція). Був делегатом 6-ї (Празької) конференції РСДРП у 1912 році, де представляв групу меншовиків-партійців. Після завершення конференції цілком став на позиції більшовиків. У 1915 році — член Бакинського комітету РСДРП(б).
Після Лютневої революції 1917 року працював у Московській раді робітничих депутатів, виконував доручення Московського окружного комітету РСДРП(б).
З серпня 1917 року — в Баку, у Спілці нафтопромислових робітників. Один з керівників боротьби за встановлення Радянської влади в Азербайджані. З квітня 1918 року — народний комісар праці Бакинської РНК.
Після падіння Бакинської комуни був заарештований. Страчений 20 вересня 1918 року разом з іншими бакинськими комісарами.

## Вшанування пам'яті
У 1984 році на замовлення Міністерства зв'язку СРСР на Пермській фабриці Держзнаку був виготовлений поштовий конверт із портретним зображенням Я. Д. Зевіна.